# Bezirksgericht (Bayern)
Bezirksgerichte waren im Königreich Bayern von 1857 bis 1879 die Gerichte zweiter Instanz. In der bayerischen Pfalz bestanden sie bereits seit 1817.

## Geschichte
Als Ergebnis des Wiener Kongresses war die Pfalz 1816 zu Bayern gekommen. Das Königreich Bayern übernahm die bisherige französische Gerichtsorganisation in ihren Grundzügen. Die dortigen bisherigen Bezirks- oder Arrondissementsgerichte bestanden somit fort, ab 1817 als Gerichte zweiter Instanz unter dem Namen „Bezirksgerichte“. Im Hauptteil Bayerns hingegen blieb die Vielzahl der bisherigen Stadt-, Land-, Herrschafts- und Patrimonialgerichte weiterhin bestehen.
Im Rahmen der Märzrevolution wurde auch die Forderung nach einer Abschaffung der Patrimonialgerichtsbarkeit, der Trennung von Rechtsprechung und Verwaltung und einer einheitlichen Gerichtsorganisation laut. Die Umsetzung verzögerte sich jedoch um einige Jahre. Mit Gesetz vom 1. Juli 1856 wurde das Justizwesen in Bayern neu geordnet. Die bisherigen Kreis- und Stadtgerichte wurden aufgehoben und 32 neue Bezirksgerichte, nach dem Vorbild der Pfalz, traten an ihre Stelle. Sie waren für die Städte, in denen sie ihren Sitz hatten, sowie für die Standesherren Gerichte erster Instanz. Für alle anderen Angelegenheiten waren sie Gerichte der zweiten Instanz in Kriminal- und Zivilrechtssachen.
Eine Verordnung vom 12. August 1857 regelte den Vollzug des Gesetzes und legte die Gerichtsbezirke fest.
In den Bezirksgerichten entschieden Einzelrichter. Da die Bezirksgerichte in den städtischen und standesrechtlichen Angelegenheiten sowohl erste als auch zweite Instanz waren, wurde bei Berufungsangelegenheiten in diesen Fällen ein anderer Einzelrichter des gleichen Gerichtes als der erstinstanzlich Entscheidende mit der Entscheidung über die Revision beauftragt. Mit dem Gerichtsverfassungsgesetz vom 10. November 1861 entfiel die erstinstanzliche Zuständigkeit.
Den Bezirksgerichten waren die Stadtgerichte der kreisunmittelbaren Städte und die Landgerichte untergeordnet. Übergeordnete Gerichte waren die Appellationsgerichte.
Im Zuge der Verwaltungs- und Justizreform von 1861/1862 wurde das kleine Bezirksgericht Erlangen aufgehoben und drei neue Bezirksgerichte (Freising, Pfarrkirchen und Lohr) eingerichtet.
Mit dem Inkrafttreten des deutschen Gerichtsverfassungsgesetzes wurden 1879 elf Bezirksgerichte aufgelöst und die verbliebenen in Landgerichte umgewandelt.

## Liste der Bezirksgerichte
| Bezirksgericht                         | Sitz                    | Errichtet | Aufgelöst | Nachfolger / sonstige Anmerkungen                                                                                             |
| -------------------------------------- | ----------------------- | --------- | --------- | --- |
| Bezirksgericht Aichach                 | Aichach                 | 1857      | 1879      | 1862 verkleinert zur Bildung des Bezirksgerichts Freising                                                                     |
| Bezirksgericht Amberg                  | Amberg                  | 1857      | 1879      | Landgericht Amberg |
| Bezirksgericht Ansbach                 | Ansbach                 | 1857      | 1879      | Landgericht Ansbach |
| Bezirksgericht Aschaffenburg           | Aschaffenburg           | 1857      | 1879      | Landgericht Aschaffenburg |
| Bezirksgericht Augsburg                | Augsburg                | 1857      | 1879      | Landgericht Augsburg |
| Bezirksgericht Bamberg                 | Bamberg                 | 1857      | 1879      | Landgericht Bamberg |
| Bezirksgericht Bayreuth                | Bayreuth                | 1857      | 1879      | Landgericht Bayreuth |
| Bezirksgericht Deggendorf              | Deggendorf              | 1857      | 1879      | Landgericht Deggendorf |
| Bezirksgericht Donauwörth              | Donauwörth              | 1857      | 1879      | 0 |
| Bezirksgericht Eichstätt               | Eichstätt               | 1857      | 1879      | Landgericht Eichstätt |
| Bezirksgericht Erlangen                | Erlangen                | 1857      | 1862      | aufgelöst; die Bestandteile kamen zum auch sonst erweiterten Bezirksgericht Fürth.                                            |
| Bezirksgericht Frankenthal             | Frankenthal (Pfalz)     | 1817      | 1879      | Landgericht Frankenthal |
| Bezirksgericht Freising                | Freising                | 1862      | 1879      | Als Kompensation für die Verlegung des Appellationsgerichts nach München u.a aus Teilen des Bezirksgerichts Aichach gebildet. |
| Bezirksgericht Fürth                   | Fürth                   | 1857      | 1879      | 1862 erheblich erweitert; 1879 reorganisiert als Landgericht Fürth                                                            |
| Bezirksgericht Hof                     | Hof (Saale)             | 1857      | 1879      | Landgericht Hof |
| Bezirksgericht Kaiserslautern          | Kaiserslautern          | 1817      | 1879      | Landgericht Kaiserslautern |
| Bezirksgericht Kempten                 | Kempten                 | 1857      | 1879      | Landgericht Kempten |
| Bezirksgericht Kronach                 | Kronach                 | 1857      | 1879      | 0 |
| Bezirksgericht Landau in der Pfalz     | Landau in der Pfalz     | 1817      | 1879      | Landgericht Landau in der Pfalz                                                                                               |
| Bezirksgericht Landshut                | Landshut                | 1857      | 1879      | Landgericht Landshut |
| Bezirksgericht Lohr am Main            | Lohr am Main            | 1862      | 1879      | 1862 neu gebildet aus 9 Landgerichten von 3 umliegenden Bezirksgerichten                                                      |
| Bezirksgericht Memmingen               | Memmingen               | 1857      | 1879      | Landgericht Memmingen |
| Bezirksgericht München rechts der Isar | München                 | 1857      | 1879      | Landgericht München I |
| Bezirksgericht München links der Isar  | München                 | 1857      | 1879      | Landgericht München II |
| Bezirksgericht Neunburg vorm Wald      | Neunburg vorm Wald      | 1857      | 1879      | 0 |
| Bezirksgericht Neustadt a.d. Saale     | Neustadt an der Saale   | 1857      | 1879      | gab 1862 drei Landgerichte an das Bezirksgericht Lohr ab                                                                      |
| Bezirksgericht Nürnberg                | Nürnberg                | 1857      | 1879      | Landgericht Nürnberg |
| Bezirksgericht Passau                  | Passau                  | 1857      | 1879      | Landgericht Passau |
| Bezirksgericht Pfarrkirchen            | Pfarrkirchen            | 1862      | 1879      | 0 |
| Bezirksgericht Regensburg              | Regensburg              | 1857      | 1879      | Landgericht Regensburg |
| Bezirksgericht Schweinfurt             | Schweinfurt             | 1857      | 1879      | Landgericht Schweinfurt |
| Bezirksgericht Straubing               | Straubing               | 1857      | 1879      | Landgericht Straubing |
| Bezirksgericht Traunstein              | Traunstein              | 1857      | 1879      | Landgericht Traunstein |
| Bezirksgericht Wasserburg a. Inn       | Wasserburg am Inn       | 1857      | 1879      | 0 |
| Bezirksgericht Weiden i.d. Oberpfalz   | Weiden in der Oberpfalz | 1857      | 1879      | Landgericht Weiden in der Oberpfalz                                                                                           |
| Bezirksgericht Weilheim                | Weilheim in Oberbayern  | 1857      | 1879      | 0 |
| Bezirksgericht Windsheim               | Windsheim               | 1857      | 1879      | 0 |
| Bezirksgericht Würzburg                | Würzburg                | 1857      | 1879      | Landgericht Würzburg |
| Bezirksgericht Zweibrücken             | Zweibrücken             | 1817      | 1879      | Landgericht Zweibrücken |